# GNOME 軟體
GNOME 軟體是用來Linux主機用來安裝更新軟體的應用程式，以C語言撰寫，並於GNOME 3.10開始發行。
此應用也可用來增加或管理套件庫（像是Ubuntu的PPA）。Ubuntu 作業系統也於Ubuntu 16.04 LTS正式使用GNOME Software，並衍生出「Ubuntu 軟體」。